# Yoshiki Takahashi
Yoshiki Takahashi (高橋 義希?, Takahashi Yoshiki; Nagano, 14 maggio 1985) è un ex calciatore giapponese, di ruolo centrocampista.